# Papilio saharae
Papilio saharae — дневная бабочка из семейства парусников или кавалеров (лат. Papilionidae), близкий и сходный внешним видом с махаоном (Papilio machaon)

## Описание
Размах крыльев 60 — 100 мм. Основной цвет фона крыльев — жёлтый. Передние крылья с чёрными пятнами и жилками, и с широкой чёрной каймой, а также с жёлтыми лунообразными пятнами у внешнего края крыла. Задние крылья имеют относительно короткие «хвостики». Окраска задних крыльев с синими и жёлтыми пятнами, красно-бурый глазок, окружённый чёрным, располагается в углу крыла.

## Ареал и подвиды
- Papilio saharae saharae — Северная Африка, Аравийский полуостров
- Papilio saharae rathjensi Warnecke, 1932 — (Йемен, юго-запад Саудовской Аравии)

## Кормовые растения гусениц
Deverra chloranthus, Deverra scopularia, Seseli varium, Ferula communis, Pycnocyla glauca.